# Undisputed III: Redemption
Undisputed III: Redemption (O Lutador/O Imbatível III: Redenção) é um filme de ação de 2010 dirigido por Isaac Florentine e estrelado por Scott Adkins, Michael Shannon Jenkins, Mark Ivanir e Hristo Shopov. Este terceiro filme da franquia iniciada pelo filme Undisputed em 2002, acontece vários anos após os eventos de Undisputed II: Last Man Standing.
O filme trata de torneios de luta clandestinos com condenados em prisões, envolvendo altas apostas e esquemas mafiosos. Este terceiro filme foca na redenção de Yuri Boyka (Scott Adkins), um lutador condenado que foi humilhado numa luta e teve seu joelho quebrado e mau recuperado.

## Enredo
Anos se passaram desde que Yuri Boyka (Scott Adkins) sofreu uma derrota humilhante e seu joelho foi quebrado pelas mãos do boxeador americano George "Iceman" Chambers (Michael Jai White) na prisão. Humilhado por sua lesão, Boyka se exilou dos holofotes para se tornar o esquecido zelador da prisão. Durante este tempo, o chefe da máfia, Gaga, expandiu seu negócio de torneios penitenciários para um torneio inter-prisão chamado Campeonato da Prisão Spetz (CPS), que reúne apostadores e os melhores lutadores de prisões de todo o mundo para competir pela liberdade. Quando Boyka sabe que as preliminares estão ocorrendo dentro de sua prisão e sua liberdade condicional é negada, ele começa a treinar em particular para fazer seu joelho funcionar novamente.
Logo após o atual campeão, Vladimir Sykov, derrotar seu oponente na rodada final do torneio da prisão, Boyka o desafia no local e rapidamente o derrota, tornando-se o representante russo para o CPS.
Boyka é transferido para a prisão de Górgon na Geórgia, onde encontra um grupo diversificado de oito prisioneiros internacionais que serão seus oponentes, e se esforça para não demonstrar seu joelho ruim.
Embora os lutadores tenham direito a uma hora de treino por dia, são colocados quase em tempo integral juntos com prisioneiros comuns para trabalhos braçais forçados numa pedreira, enquanto o lutador colombiano escolhido dos chefes do esquema, Raul "Dolor" Quiñones, recebe tratamento especial com sessões de treino particulares e drogas para melhorar o desempenho. Durante a sua estada, Boyka entra em conflito com o boxeador americano Jericho "Turbo" Jones, que se mostra desrespeitoso, insubordinado e falador, o que faz Boyka lembrar do outro boxeador Chambers.
À cada rodada os lutadores perdedores são mandados para sua respectiva prisão de origem, mas no meio do caminho sempre são surpreendidos com um destino pior.

## Elenco
- Scott Adkins como Yuri Boyka, lutador de MMA/Sambo
- Mykel Shannon Jenkins como Jericho "Turbo" Jones, lutador de 52 Blocks
- Mark Ivanir como Gaga, investidor e apostador de Boyka
- Hristo Shopov como Warden Kuss, chefe da prisão na Geórgia
- Robert Costanzo como Gio Farnatti, investidor e apostador de Turbo
- Marko Zaror como Raul "Dolor" Quiñones, lutador de MMA
- Vernon Dobtcheff como Rezo, organizador e chefe do evento na Geórgia
- Velislav Pavlov como o guarda chefe
- Nikolai Sotirov como locutor
- Esteban Cueto como Vladimir Sykov, lutador na Rússia
- Plamen Manasiyev como Gerente da Diretoria da Prisão
- Valentin Ganev como Warden Markov, chefe da prisão na Rússia
- Lateef Crowder como Rodrigo Silva, lutador de Capoeira
- Ilram Choi como Jerry Lam, lutador de Taekwondo
- Anton Trendafilov como o velho da água
- Dimiter Doichinov como lutador croata
- Trayan Milenov-Troy como lutador francês
- Radoslav Parvanov como lutador grego.

## Prêmios
Undisputed III ganhou o prêmio de melhor diretor e melhor coreógrafo de luta na edição de 2010 do ActionFest. Venceu melhor coreografia de luta (Larnell Stovall), melhor performance de ação do ano (Mykel Shannon Jenkins) e melhor ator protagonista de filme de ação (Scott Adkins) no Film Award.